# 1861年巴爾的摩暴動
1861年巴爾的摩暴動（Baltimore riot of 1861），又名普拉特街大屠殺（Pratt Street Massacre），於1861年4月19日發生在馬里蘭州巴爾的摩，有歷史學者認為它是美國內戰的第一次流血衝突。

## 暴動
同月的12日，邦聯軍在南卡羅來納州砲轟薩姆特堡，聯邦軍於15日投降，4人傷亡，為美國內戰揭開序幕。當時有數個美國州份已經宣佈脫離聯邦統治，而且約翰·C·卡爾霍恩曾強烈維護奴隸制，進一步刺激在馬里蘭州的邦聯支持者去發動暴亂。19日，聯邦政府派麻薩諸塞州第6兵團（Sixth Massachusetts Regiment）南下收復叛亂州，部隊乘鐵路機車途經巴爾的摩時，遭受邦聯支持者攻擊，警方後來介入才能控制場面。

## 傷亡
- 聯邦：4人死亡，30人受傷
- 邦聯：9人死亡